# Regiones naturales de Estados Unidos

5 regiones naturales

En Estados Unidos podemos identificar 5 regiones naturales que se delimitan por características en común, noreste, sudeste, medio oeste, oeste y sur oeste. También se dividen típicamente en 7 subregiones. Políticamente puede ser considerado una nación, ya que pese a la relativa independencia de sus 50 estados, la homogeneidad administrativa es muy alta. Pero es una nación que tiene regiones muy diferenciadas, ya sea por su geografía, su historia o sus características sociales.
El país, para ser explicado, es normalmente dividido en cinco regiones muy distintas entre sí:
Noreste:  es la región geográfica que comprende los estados del país que limitan con el Océano Atlántico, y muchas veces se refiere específicamente a la mitad norte del litoral, Northeastern U.S.
La Costa Este incluye los estados de Maine, Vermont, New Hampshire, Massachusetts, Rhode Island, Connecticut, New York, Pennsylvania, Maryland, New Jersey, Delaware y Washington D. C.
Sureste: Históricamente, el sur abarca los territorios confederados durante la Guerra Civil que separó al país en el siglo XIX. Aún hoy se percibe que estamos ante dos países distintos. Frente a la sofisticación de Manhattan, nos encontramos aquí con fiestas como el Mardi Gras de Nueva Orleans o la música del Delta del Mississippi. Geográficamente, es una región enorme y diversa, de múltiples zonas climáticas, Abundan las comunidades rurales, con todo lo bueno y lo malo de los pequeños núcleos de población, pero también grandes y deslumbrantes ciudades como Miami o Atlanta.
El sur de los Estados Unidos incluye los estados de Florida, Georgia, Carolina del Norte, Carolina del Sur, Virginia, Virginia Occidental, Alabama, Kentucky, Misisipi, Tennessee, Arkansas y Luisiana.
Medio oeste: La zona de los Grandes Lagos y del Medio Oeste (“midwest”) de los Estados Unidos abarcan los estados de Kansas, Nebraska, Minnesota, las dos Dakotas, Iowa, Misuri y los estados del Old Northwest (Ohio, Indiana, Illinois, Míchigan, Wisconsin y Minnesota). La denominación “medio oeste” se debe a que en el siglo XIX la zona estaba entre el este y el lejano oeste todavía prácticamente virgen.
Chicago es la ciudad más importante de la zona, pero destacan grandes núcleos como Cleveland, Indianápolis, Detroit, St. Louis, Kansas City, Cincinnati, Milwaukee o Minneapolis.
El Sur oeste: Esta región incluye los estados de Arizona, Nuevo México, Oklahoma y Texas.
Tiene el clima más caluroso y seco del país, pues la temperatura llega hasta los 120 °F (50 °C). Con excepción de las ciudades, la mayor parte de su territorio está formado por desiertos.
El majestuoso Gran Cañón se localiza en esta región, así como el Valle de los Monumento.
El oeste: incluye los estados costeros más occidentales de Estados Unidos, que incluyen a California, Oregón y Washington pegados al Océano Pacífico y Nevada, que pese a no ser costero tienen importantes lazos económicos y culturales con California, el corazón de la región. Y aunque no están en el continente, Alaska y Hawái bordean el Pacífico, por lo que también se incluyen en la Costa Oeste.
Las principales ciudades son Los Ángeles, San Diego, San Francisco, Anchorage, Honolulu y Seattle. En el interior están Portland, Las Vegas y Sacramento. El Oeste está conformado por los estados de Alaska, California, Colorado, Hawai, Idaho, Montana, Nevada, Oregón, Utah, Washington y Wyoming.